# De vi
La locuzione de vi è un termine legale latino, che vuol dire "(accusato) di violenza", "di atti violenti". Sul tema del crìmen vis si legiferò dapprima nella Lex Plàutia de vi (80-70 a.C.) e in seguito nella Lex Iulia de vi publica et privata (17 a.C.).

## Esempi di accusa
Nel 56 a.C. Cicerone, con l'orazione Pro Sestio, difende abilmente il tribuno della plebe Publio Sestio, accusato de vi per aver organizzato delle bande armate da opporre a quelle di Clodio per favorire il rientro in patria dell'oratore stesso.